# URBANO BARONE
URBANO BARONE（アルバーノ・バローネ）は、ソニー・エリクソン・モバイルコミュニケーションズ（現：ソニーモバイルコミュニケーションズ）が日本国内向けに開発した、auブランドを展開するKDDIおよび沖縄セルラー電話のCDMA 1X WIN対応携帯電話である。製造型番はSOY03（えすおーわい ぜろさん）。

## 概要
同キャリア向けURBANOシリーズの第2弾となる音声用端末で、前作はシャープ製だったが、本機はソニー・エリクソン製となっており、今回は更なる高機能化が図られハイエンド寄りの機種となっているのが特徴。
行動的な40代から50代のエルダー層のほか、往年のソニー製品に慣れ親しんだ一部のユーザー層もターゲットとしており、デザイン面でもヒンジ部分に同社のVAIOとの類似点が見られる。高音域の音声を補正する「はっきりモード」の搭載、キーが独立していて押しやすくなっている点が特徴となっている。
その他の機能と対応サービスに関しては、防水機能（IPX5／IPX7等級）などを除き、同時発表された同社製のBRAVIA Phone U1（SOY02）にやや準拠している。

## 沿革
- 2009年（平成21年）10月19日 - KDDI、およびソニー・エリクソン・モバイルコミュニケーションズより公式発表。
- 2010年（平成22年）2月5日 - 全国にて一斉発売。
- 2010年12月 - 販売終了。
- 2012年（平成24年）7月22日 - L800MHz帯（旧800MHz帯・CDMA Bandclass 3）エリアによる各種サービスの停波によりそれ以降はN800MHz帯（新800MHz帯・CDMA Bandclass 0 Subclass 2）エリアおよび2GHz帯（CDMA Bandclass 6）エリアの各種サービスで利用する事となる（予定）。

## 主な機能・対応サービス
- 歩数計（My Walkアプリ）
- BRAVIAポストカード対応
- 聞きやすいモード
- フェイク着信
- 「お出かけ転送」対応（一部のソニー製Blu-ray Discレコーダーで録画した番組を本機に転送できる機能）

| 主な機能・対応サービス                                                                              | 主な機能・対応サービス                                                                   | 主な機能・対応サービス                                       | 主な機能・対応サービス                                        |
| --------------------------------------------------------------------------------------------------- | ---------------------------------------------------------------------------------------- | ------------------------------------------------------------ | ------------------------------------------------------------- |
| LISMO! (EZ「着うたフル」) (EZ「着うたフルプラス」) (LISMOビデオクリップ) (LISMO Video) (LISMO Book) | EZケータイアレンジ                                                                       | バーコードリーダー&メーカー                                  | PCサイトビューアー                                            |
| au BOX                                                                                              | ワイヤレスミュージック (端末本体からのボリュームコントロールおよびカーナビ×LISMO!に対応) | au Smart Sports Run & Walk Karada Manager カロリーカウンター | EZナビウォーク                                                |
| EZ助手席ナビ                                                                                        | 安心ナビ                                                                                 | 災害時ナビ                                                   | ナカチェン                                                    |
| EZアプリ FullGame! Bluetooth対戦 (複数対戦モード対応)                                               | EZアプリ (BREW)                                                                          | オープンアプリプレイヤー                                     | PCドキュメントビューアー                                      |
| アレンジメニュー                                                                                    | au oneガジェット マルチプレイウィンドウ クイックアクセスメニュー                         | じぶん銀行アプリ                                             | EZ・FM                                                        |
| EZチャンネル EZチャンネルプラス EZニュースフラッシュ EZニュースEX                                   | Touch Message                                                                            | EZFeliCa                                                     | ケータイ de PCメール                                          |
| デコレーションメール                                                                                | デコレーションアニメ                                                                     | au one メール                                                | 緊急通報位置通知                                              |
| EZテレビ（ワンセグ）                                                                                | グローバルパスポート (CDMA)                                                              | 赤外線通信 (IrDA) 無線LAN機能 (Wi-Fi WIN)                    | Bluetooth auフェムトセル (別途、ケータイアップデートにて対応) |

## 不具合および新機能の追加
2010年6月24日に以下の新機能の追加がケータイアップデートにより行われた。
- 宅内用小型基地局「auフェムトセル」に対応した。

純正オプションの卓上ホルダにおいて、利用開始から比較的早期に接触不良を起こして充電出来なくなると言う報告が、少なからず見られる。
（初期不良以外、無償交換の対象ではないため注意が必要。）

## 名前の由来
「URBANO」はイタリア語で「都会」を意味し、一方、「BARONE」は「男爵」を意味する「BARON」から取った言葉である。